# Rajah Buayan
Rajah Buayan (Bayan ng Rajah Buayan) är en kommun i Filippinerna. Kommunen ligger på ön Mindanao och tillhör provinsen Maguindanao.
Rajah Buayan delas in i 11 barangayer.